# فائق حسن

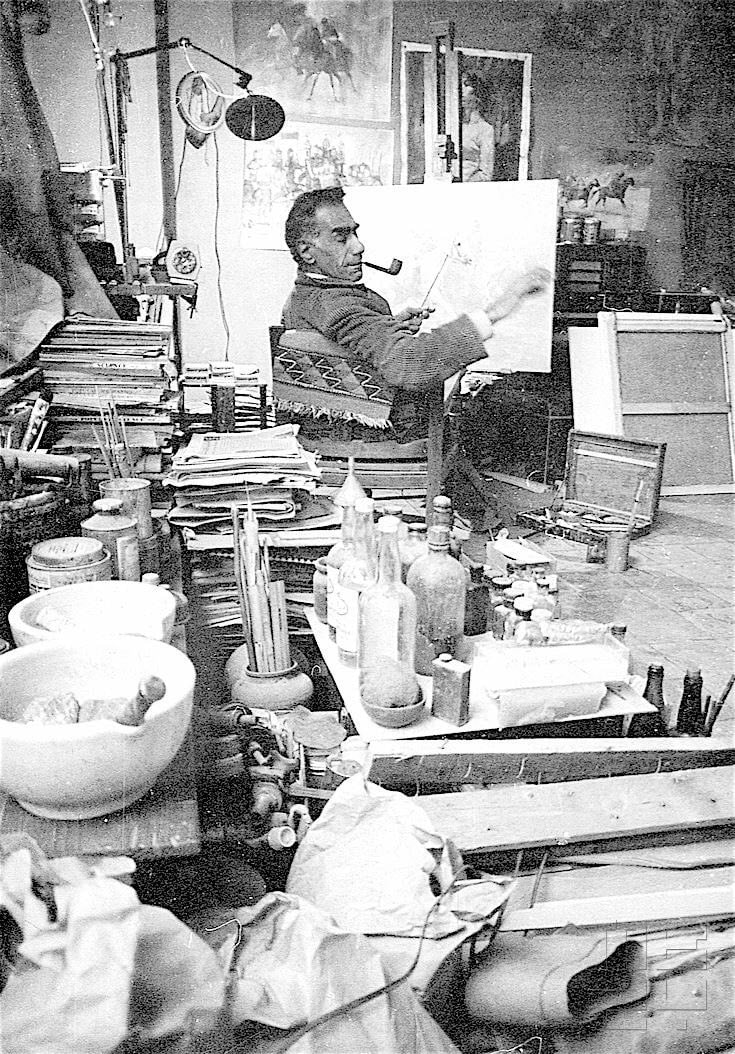
فائق حسن في مرسمه، بغداد، 1960.

فائق حسن فنان تشكيلي من العراق، ولد في محلة البقجة/ باب المعظم/بغداد عام 1914. وتخرج من البوزار عام 1938. وأسس فرع الرسم في معهد الفنون الجميلة عام (1939 - 1940) مع الفنان جواد سليم.

## حياته
بدأ الفنان فائق حسن حياته في محلة البقجة في بغداد وكانت حياته الفنية تعبيرا عن الطبيعة التي عاشها بواقعية أكاديمية كما عبر عنها في بعض اللوحات بطريقة المدرسة الحديثة، رغم أنه كان رساماً مقلداً لرسوم عبد القادر الرسام، ويعتبر من أكثر الفنانين العراقيين واقعية لالتصاقه بالواقع والبيئة الشعبية العراقية كما أنه نحات ورسام بارع فهو يهتم باللون في الدرجة الأولى، ولم يهمل (الفورم- الشكل) لانهما بالنسبة له عنصران مكملان لبعضهما البعض ويتعامل معهما. كوحدة ضرورية عضوية لعمل اللوحة. وهو يختلف عن زميله جواد سليم الذي فضل (الشكل) أكثر من تفضيله للون.
يقول في لقاء معه: (كنت وأنا صبي أحس بدافع قوي عارم يدفعني لتقليد ما أراه من رسوم ورسم ما أجده أمامي من مرئيات، وأذكر إن رغباتي العارمة تلك بلغت حدا جعلني لا أستطيع منها فكاكاً فقد سيطرت علي واخذت بمجامع نفسي. الحقيقة أنني لا استطيع أن احدد كيف بدأت، فهي فترة من حياتي يكتنفها ضباب كثيف ألا إنني أذكر حتى الساعة أن الرسام الرائد الذي فتحت عيني فوجدته شاخصاً أمامي كان عبد القادر الرسام لقد أعجبت به ايما أعجاب وحاولت ان اتصل بهِ, وفعلاً زرته في بيتهِ وشاهدت مرسمه ورأيت كيف نبدع الريشة الفنانة ذات النتاج الجميل.
أضحى فائق حسن خلال النصف الثاني من القرن العشرين ظاهرة متميزة في الفن العراقي فهو المؤسس الأول - بلا منازع - لفن الرسم في العراق، هذا ما وصفه زميله الفنان شاكر حسن آل سعيد في أحد لقاءاته فهو حقاً فنان كبير له الفضل في ارساء قاعدة فنية على أسس موضوعية أسهمت في تأسيس معهد الفنون الجميلة بالتعاون مع زميليه فنان الشعب جواد سليم والفنان المسرحي القدير حقي الشبلي. ناهيك عن أنه كان مصمماً لعمل الديكورات المسرحية فكان له الدور الكبير مع الفنان حقي الشبلي بتأسيس المسرح العراقي.
وتجدر الإشارة إلى أنه منذ طفولته كان بارعاً بفنه من خلال موهبته التشكيلية وأسلوبه الذي نال اعجاب الناس به، وذلك لرصده الواقع الذي يعيشه، فعندما ارسل في بعثة دراسية إلى باريس لدراسة الفن، جمع أغلب أعماله وقام بعرضها على (البروفسور روجيه) فقرر قبوله فوراً على أثرها وبلا تردد حسب ما ذكره.
بعد تخرجه من (البوزار) في فرنسا عام 1938 اشترك في نفس العام في العديد من المعارض في بغداد وبيروت والكويت ومصر والجزائر والمغرب وأمريكا.

## وفاته
توفي الفنان فائق حسن في يوم 11 كانون الثاني 1992 بسبب قصور القلب.